# Klobiodon rochei
Klobiodon rochei — вид птерозаврів, що існував на території сучасної Європи у середній юрі (166 млн років тому).

## Історія досліджень
Викопні рештки птерозавра знайдені у 1878 році. Відомий тільки з решток нижньої щелепи, що знайдені у відкладеннях формації Тейнтон в графстві Оксфордшир, Англія. Рештки зберігалися у Британському музеї природознавства під назвою Pterodactylus raptor, а з 1888 — Rhamphorhynchus depressirostris. У 2018 році палеонтологи Майкл О'Салліван і Девід Мартілл з Портсмутського університету зробили ревізію решток та описали нові вид та рід. Родова назва Klobiodon означає «маленький клітинний зуб», в перекладі з грецького κλωβίον — «маленька клітка», і ὀδών — «зуб», по відношенню до великих передніх зубів, які при замикані утворювали подобу клітки, яка використовувалися для захоплення риби. Видова ім'я K. rochei шанує художника коміксів Ніка Роче за його анатомічно правильні малюнки диноботів з Трансформерів, натхненні динозаврами.

## Опис
У Klobiodon rochei були величезні іклоподібні зуби — до 2,6 см завдовжки, а позаду них короткі і міцні зуби.